# Tuberculosa monteithi
Tuberculosa monteithi is een spinnensoort in de taxonomische indeling van de wolfspinnen (Lycosidae).
Het dier behoort tot het geslacht Tuberculosa. De wetenschappelijke naam van de soort werd voor het eerst geldig gepubliceerd in 2006 door Volker W. Framenau & J. S. Yoo.